# Robin Bryntesson
Robin Bryntesson (* 17. Oktober 1985 in Sollefteå) ist ein ehemaliger schwedischer Skilangläufer.

## Werdegang
Bryntesson wurde 2004 in Stryn Junioren-Weltmeister im Sprint und gewann 2007 und 2008 jeweils den U23-Weltmeistertitel im Sprint. Bei den Junioren-Weltmeisterschaften 2005 im finnischen Rovaniemi verpasste er als Vierter im Sprint nur knapp eine Medaille, während er im Freistilrennen über zehn Kilometer lediglich 33. wurde. Sei Debüt im Skilanglauf-Weltcup gab er im Februar 2004 in Stockholm im Sprint, den er auf Rang 48 beendete. Seine ersten Weltcuppunkte erzielte Bryntesson im März 2006 beim Sprint in Borlänge mit Rang 24, erreichte im März 2007 in Lahti mit Platz 15 im Sprint erstmals die Top 15 und platzierte sich im Dezember desselben Jahres im Sprint von Rybinsk mit Rang 10 zum ersten Mal unter den Top 10. Im Sprint von Stockholm im März 2008 belegte Bryntesson Platz sieben. Im Januar 2009 gewann er gemeinsam mit Emil Jönsson den Teamsprint in Whistler und wurde im Team mit Björn Lind im Dezember 2009 Dritter im Teamsprint in Düsseldorf. Im Februar 2010 gewann Bryntesson in Sigulda im Sprint sein erstes Rennen im Scandinavian Cup. Im Dezember 2009 beendete er den Weltcupsprint in Düsseldorf auf Rang neun; zudem gelangen ihm in Liberec im Januar 2011 mit Rang sechs und in Québec im Dezember 2012 mit Platz neun noch zwei weitere Top-10-Platzierungen im Teamsprint. Sein letztes Weltcuprennen absolvierte er am 21. Dezember 2013, als er beim Sprint im italienischen Asiago 24. wurde. Anschließend trat er noch bei nationalen Meisterschaften sowie international bei FIS-Rennen an. Zuletzt nahm er am 5. März 2017 am Wasalauf teil, den er als 103. auf der 90-Kilometer-Distanz beendete.

## Erfolge

### Weltcupsiege im Team
| Nr. | Datum           | Ort                | Disziplin                        |
| --- | --------------- | ------------------ | -------------------------------- |
| 1.  | 18. Januar 2009 | Vancouver-Whistler | 6 × 1,6 km Teamsprint Freistil 1 |

### Siege bei Continental-Cup-Rennen
| Nr. | Datum           | Ort     | Disziplin              | Serie            |
| --- | --------------- | ------- | ---------------------- | ---------------- |
| 1.  | 3. Februar 2010 | Sigulda | 1,2 km Sprint Freistil | Scandinavian Cup |